# Champions de France de natation en bassin de 50 m du 100 m brasse

## 100 mètres brasse messieurs
| Championnat | Lieu                               | Athlète                                 | Naissance | Âge   | Club                            | Temps                       |
| ----------- | ---------------------------------- | --------------------------------------- | --------- | ----- | ------------------------------- | --------------------------- |
| 1958        | Paris Georges Vallerey             | Maurice Lusien                          |           |       | Cercle des nageurs de Marseille | 1 min 18 s 5                |
| 1959        | Alger                              | Claude Pastier                          |           |       | CS France                       | 1 min 19 s 5                |
| 1960        | Paris Georges Vallerey             | Roland Boulanger                        |           |       | SCUF                            | 1 min 17 s 7                |
| 1961 hiver  | Paris Piscine de Pontoise (33,33m) | Richard Audoly                          |           |       | Cercle des nageurs de Marseille | 1 min 16 s 1                |
| 1961 été    | Paris Georges Vallerey             | Georges Kiehl                           |           |       | CN Mulhouse                     | 1 min 16 s 1                |
| 1962 hiver  | Nancy                              | Georges Kiehl                           |           |       | CN Mulhouse                     | 1 min 16 s 6                |
| 1962 été    | Paris Georges Vallerey             | Georges Kiehl                           |           |       | CN Mulhouse                     | 1 min 16 s 5                |
| 1963 hiver  | Marseille Piscine Vallier (25 m)   | Georges Kiehl                           |           |       | Mulhouse Olympic Natation       | 1 min 11 s 9                |
| 1963 été    | Paris Georges Vallerey             | Georges Kiehl                           |           |       | Mulhouse Olympic Natation       | 1 min 13 s 3 RF             |
| 1964 hiver  | Marseille Piscine Vallier (25 m)   | Georges Kiehl                           |           |       | Mulhouse Olympic Natation       | 1 min 12 s 3                |
| 1964 été    | Paris Georges Vallerey             | Georges Kiehl                           |           |       | Mulhouse Olympic Natation       | 1 min 13 s 6                |
| 1965 hiver  | Marseille Piscine Vallier (25 m)   | Georges Kiehl                           |           |       | Mulhouse Olympic Natation       | 1 min 10 s 9                |
| 1965 été    | Paris Georges Vallerey             | Georges Kiehl                           |           |       | Mulhouse Olympic Natation       | 1 min 12 s 2                |
| 1966 hiver  | Le Mans (25 m)                     | non disputé                             |           |       |                                 |                             |
| 1966 été    | Paris Georges Vallerey             | Georges Kiehl                           |           |       | Mulhouse Olympic Natation       | 1 min 10 s 6 RF             |
| 1967 hiver  | Caen (25 m)                        | non disputé                             |           |       |                                 |                             |
| 1967 été    | Paris Georges Vallerey             | Georges Kiehl                           |           |       | Mulhouse Olympic Natation       | 1 min 11 s 9                |
| 1968 hiver  | Montreuil                          | non disputé                             |           |       |                                 |                             |
| 1968 été    | Paris Georges Vallerey             | Georges Kiehl                           |           |       | Mulhouse Olympic Natation       | 1 min 12 s 3                |
| 1969 hiver  | Toulouse                           | Roger-Philippe Menu                     |           |       | SN Lens                         | 1 min 11 s 2                |
| 1969 été    | Paris Georges Vallerey             | Roger-Philippe Menu                     |           |       | SN Lens                         | 1 min 08 s 5 RF             |
| 1970 hiver  | Aix-en-Provence                    | Roger-Philippe Menu                     |           |       | SN Lens                         | 1 min 09 s 2                |
| 1970 été    | Paris Georges Vallerey             | Roger-Philippe Menu                     |           |       | SN Lens                         | 1 min 07 s 4 RF             |
| 1971 hiver  | Montreuil                          | Bernard Combet                          |           |       | Cercle des nageurs de Marseille | 1 min 11 s 2                |
| 1971 été    | Paris Georges Vallerey             | Roger-Philippe Menu                     |           |       | Ind. Amiens                     | 1 min 08 s 1                |
| 1972 hiver  | Rouen (25 m)                       | Roger-Philippe Menu                     |           |       | Amiens AC                       | 1 min 07 s 0                |
| 1972 été    | Vittel                             | Roger-Philippe Menu                     |           |       | Amiens AC                       | 1 min 07 s 6                |
| 1973 hiver  | Paris Georges Hermant              | Bernard Combet                          |           |       | Cercle des nageurs de Marseille | 1 min 09 s 9                |
| 1973 été    | Vittel                             | Bernard Combet                          |           |       | Cercle des nageurs de Marseille | 1 min 07 s 51               |
| 1974 hiver  | Bordeaux                           | Bernard Combet                          |           |       | Cercle des nageurs de Marseille | 1 min 07 s 01 RF            |
| 1974 été    | Paris Georges Vallerey             | Bernard Combet                          |           |       | Cercle des nageurs de Marseille | 1 min 07 s 41               |
| 1975 hiver  | Troyes                             | Bernard Combet                          |           |       | Cercle des nageurs de Marseille | 1 min 08 s 74               |
| 1975 été    | Paris Georges Vallerey             | Bernard Combet                          |           |       | Cercle des nageurs de Marseille | 1 min 05 s 66 RF            |
| 1976 hiver  | Tarbes                             | Bernard Combet                          |           |       | Cercle des nageurs de Marseille | 1 min 06 s 34               |
| 1976 été    | Paris Georges Vallerey             | Roger-Philippe Menu                     |           |       | Dunkerque Natation              | 1 min 09 s 94               |
| 1977 hiver  | Rennes                             | Jacques Gay                             |           |       | CN Narbonne                     | 1 min 07 s 96               |
| 1977 été    | Paris Georges Vallerey             | Bernard Combet                          |           |       | Cercle des nageurs de Marseille | 1 min 05 s 90               |
| 1978 hiver  | Lille                              | Olivier Borios                          |           |       | Cercle des nageurs d'Antibes    | 1 min 07 s 06               |
| 1978 été    | Laval                              | Olivier Borios                          |           |       | Cercle des nageurs d'Antibes    | 1 min 06 s 90               |
| 1979 hiver  | Nanterre                           | Olivier Borios                          |           |       | Racing Club de France           | 1 min 06 s 50               |
| 1979 été    | Mulhouse                           | Olivier Borios                          |           |       | Racing Club de France           | 1 min 06 s 76               |
| 1980 hiver  | Bordeaux                           | Olivier Borios                          |           |       | Racing Club de France           | 1 min 05 s 78               |
| 1980 été    | Brive-la-Gaillarde                 | Olivier Borios                          |           |       | Racing Club de France           | 1 min 07 s 04               |
| 1981 hiver  | La Rochelle                        | Olivier Borios                          |           |       | Racing Club de France           | 1 min 06 s 85               |
| 1981 été    | Dunkerque                          | Olivier Borios                          |           |       | Racing Club de France           | 1 min 06 s 67               |
| 1982 hiver  | Toulouse                           | Olivier Borios                          |           |       | Racing Club de France           | 1 min 05 s 47               |
| 1982 été    | Megève                             | Olivier Borios                          |           |       | Racing Club de France           | 1 min 06 s 57               |
| 1983 hiver  | Tours                              | Olivier Potier                          |           |       | SFOC                            | 1 min 06 s 92               |
| 1983 été    | Bordeaux                           | Eric Gastaldello                        |           |       | USB Longwy                      | 1 min 05 s 23               |
| 1984 hiver  | Strasbourg                         | Thierry Pata                            |           |       | Natation 66                     | 1 min 05 s 73               |
| 1984 été    | Paris Georges Vallerey             | Nicolas Boucher                         |           |       | Dauphins du TOEC                | 1 min 05 s 04 RF            |
| 1985 hiver  | Aix-en-Provence                    | Christophe Deneuville                   |           |       | S Reims                         | 1 min 05 s 52               |
| 1985 été    | Dunkerque                          | Nicolas Boucher                         |           |       | Dauphins du TOEC                | 1 min 05 s 59               |
| 1986 hiver  | Rennes                             | Thierry Pata                            |           |       | Mulhouse Olympic Natation       | 1 min 05 s 51               |
| 1986 été    | Millau                             | Thierry Pata                            |           |       | Mulhouse Olympic Natation       | 1 min 05 s 77               |
| 1987 hiver  | Mulhouse                           | Thierry Pata                            |           |       | Mulhouse Olympic Natation       | 1 min 05 s 06               |
| 1987 été    | Strasbourg                         | Christophe Deneuville                   |           |       | Natation 66                     | 1 min 04 s 97 RF            |
| 1988 hiver  | Vittel                             | Thierry Pata                            |           |       | Natation 66                     | 1 min 04 s 67 RF            |
| 1988 été    | Dunkerque                          | Cédric Pénicaud                         |           |       | OC Limoges                      | 1 min 04 s 48               |
| 1989 hiver  | Forbach                            | Cédric Pénicaud                         |           |       | OC Limoges                      | 1 min 03 s 80 RF            |
| 1989 été    | Paris Georges Vallerey             | Cédric Pénicaud                         |           |       | OC Limoges                      | 1 min 03 s 65 RF            |
| 1990 hiver  | La Rochelle                        | Frédéric Lefèvre                        |           |       | Stade poitevin                  | 1 min 03 s 95               |
| 1990 été    | Narbonne                           | Cédric Pénicaud                         |           |       | OC Limoges                      | 1 min 03 s 46 RF            |
| 1991 hiver  | Saint-Étienne                      | Christophe Bourdon                      |           |       | Dauphins de Créteil             | 1 min 04 s 37               |
| 1991 été    | Millau                             | Cédric Pénicaud                         |           |       | OC Limoges                      | 1 min 03 s 64               |
| 1992 hiver  | Dunkerque                          | Stéphane Vossart                        |           |       | AAE Péronne                     | 1 min 02 s 80 RF            |
| 1992 été    | Mennecy                            | Sébastien Rémy                          |           |       | Reims Natation                  | 1 min 04 s 32               |
| 1993 hiver  | Mennecy                            | Stéphane Vossart                        |           |       | AAE Péronne                     | 1 min 03 s 31               |
| 1993 été    | Paris Georges Vallerey             | Vladimir Latocha                        |           |       | Dauphins du TOEC                | 1 min 03 s 65               |
| 1994 hiver  | Lille                              | Sébastien Rémy                          |           |       | Racing Club de France           | 1 min 03 s 40               |
| 1994 été    | Aix-les-Bains                      | Cédric Pénicaud                         |           |       | Cercle des nageurs de Cannes    | 1 min 04 s 49               |
| 1995 hiver  | Mennecy                            | Stéphan Perrot                          | 1977      | 18    | Nice Olympic Natation           | 1 min 03 s 19               |
| 1995 été    | Canet-en-Roussillon                | Vladimir Latocha                        |           |       | Dauphins du TOEC                | 1 min 03 s 67               |
| 1996 hiver  | Dunkerque                          | Vladimir Latocha                        |           |       | Dauphins du TOEC                | 1 min 02 s 30 RF            |
| 1996 été    | Montpellier                        | Sébastien Muff                          |           |       | Mulhouse Olympic Natation       | 1 min 02 s 98               |
| 1997        | Mennecy                            | Stéphan Perrot                          | 1977      | 20    | Cercle des Nageurs de Cannes    | 1 min 03 s 01               |
| 1998        | Amiens                             | Stéphan Perrot                          | 1977      | 21    | Cercle des Nageurs de Cannes    | 1 min 02 s 73               |
| 1999        | Dunkerque                          | Stéphan Perrot                          | 1977      | 22    | Cercle des Nageurs de Cannes    | 1 min 02 s 93               |
| 2000        | Rennes                             | Hugues Duboscq                          | 1981      | 19    | Club Nautique Havrais           | 1 min 02 s 80               |
| 2001        | Chamalières                        | Hugues Duboscq                          | 1981      | 20    | Club Nautique Havrais           | 1 min 02 s 90               |
| 2002        | Chalon-sur-Saône                   | Hugues Duboscq                          | 1981      | 21    | Club Nautique Havrais           | 1 min 02 s 14               |
| 2003        | Saint-Étienne                      | Hugues Duboscq                          | 1981      | 22    | Club Nautique Havrais           | 1 min 01 s 57 RF            |
| 2004        | Dunkerque                          | Hugues Duboscq                          | 1981      | 23    | Club Nautique Havrais           | 1 min 00 s 90               |
| 2005        | Nancy                              | Hugues Duboscq                          | 1981      | 24    | Club Nautique Havrais           | 1 min 01 s 64               |
| 2006        | Tours                              | Hugues Duboscq                          | 1981      | 25    | Club Nautique Havrais           | 1 min 01 s 92               |
| 2007        | Saint-Raphaël                      | Hugues Duboscq                          | 1981      | 26    | Club Nautique Havrais           | 1 min 01 s 80               |
| 2008        | Dunkerque                          | Hugues Duboscq                          | 1981      | 27    | Club Nautique Havrais           | 1 min 00 s 18               |
| 2009        | Montpellier                        | Henrique Ribeiro Marques Hugues Duboscq | 1985 1981 | 24 28 | Brésil Club Nautique Havrais    | 1 min 00 s 24 1 min 01 s 26 |
| 2010        | Saint-Raphaël                      | Hugues Duboscq                          | 1981      | 29    | Club Nautique Havrais           | 1 min 00 s 95               |
| 2011        | Strasbourg                         | Hugues Duboscq                          | 1981      | 29    | Club Nautique Havrais           | 1 min 00 s 63               |
| 2012        | Dunkerque                          | Giacomo Perez-Dortona                   | 1989      | 23    | Cercle des nageurs de Marseille | 1 min 00 s 86               |
| 2013        | Rennes                             | Giacomo Perez-Dortona                   | 1989      | 24    | Cercle des nageurs de Marseille | 1 min 00 s 64               |
| 2014        | Chartres                           | Giacomo Perez-Dortona                   | 1989      | 25    | Cercle des nageurs de Marseille | 1 min 01 s 20               |